# Otakar Vávra

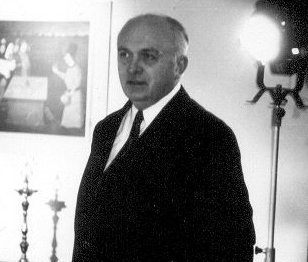
Vávra 1980

Otakar Vávra, född 28 februari 1911 i Hradec Králové, död 15 september 2011, var en tjeckisk filmregissör och professor vid Filmakademin i Prag. Han var verksam från början av 1930-talet och in på 2000-talet. Vávra är en centralfigur i den tjeckiska filmhistorien, som regissör och som lärare åt flera generationer av framträdande filmare.

## Liv och gärning
Otakar Vávra föddes 1911 i Hradec Králové, Böhmen, Österrike-Ungern. Han studerade arkitektur men hamnade inom filmen, inledningsvis som kritiker och som regissör av avantgardistiska kortfilmer, men snart även med breda studiofilmer. Under visst besvär lyckades han arbeta fortlöpande under nazistockupationen, och var sedan en av få tjecker som lyckades fortsätta filma omedelbart efter kommunistövertagandet. På 50-talet var flera av hans filmer utpräglat regimtrogna, som den påkostade "husitiska trilogin" som utkom 1954-1956. Under 60-talet hade han en kreativ period som innehöll den egensinniga Kladivo na čarodějnice ("Häxhammaren"), en skildring av häxförföljelser och ett fördömande av fanatism och totalitära styren. Han fortsatte göra långfilmer fram till 1989, varefter han enbart regisserade kortfilm och delar i antologier. Hans sista verk var hans första och enda musikvideo, som utkom 2006.
Vávra var en av grundarna av Filmakademin i Prag 1946 och föreläste där från starten fram till 2008, från 1956 som fast lärare och från 1963 som professor. Han var därmed lärare för flera generationer tjeckiska regissörer, inte minst betydde han mycket för den tjeckoslovakiska nya vågen på 1960-talet, då han hade varit lärare åt regissörer som Věra Chytilová, Miloš Forman, Jiří Menzel och Jan Schmidt. Då han varit en vänstersympatisör sedan ungdomen kom Vávra under långa perioder att gynnas av de tjeckoslovakiska kommunistmyndigheterna, och han nådde stort inflytande både i sin roll som lärare och som konstnärlig ledare vid Barrandov Studio, landets ledande filmbolag. Han blev därför en av landets mest omstridda kulturpersoner, både under sin verksamhetstid, präglad av politiska idé- och systemskiften, liksom efter sin död. Han avled 2011, 100 år gammal.

## Filmografi i urval
- Světlo proniká tmou (1931) - kortfilm
- Oskuld (Panenství) (1937)
- Ett syndigt gästabud (Cech panen kutnohorských) (1938)
- Maskovaná milenka (1940)
- Předtucha (1947)
- När dimmorna viker (Krakatit) (1948)
- Němá barikáda (1949)
- Jan Hus (1954)
- Jan Žižka (1955)
- Proti všem (1956)
- Noční host (1961)
- Kladivo na čarodějnice (1969)
- Putování Jana Amose (1983)
- Veronika (1985)
- Evropa tančila valčík (1989)